# Christoffer Källqvist
Christoffer Källqvist (sinh ngày 26 tháng 8 năm 1983) là một thủ môn bóng đá người Thụy Điển hiện tại thi đấu cho câu lạc bộ Allsvenskan BK Häcken.
Trong thời trẻ, Christoffer có nhiều lần thử việc với nhiều đội bóng ở Anh, chẳng hạn Charlton Athletic và Ipswich Town. Mặc dù anh là huyền thoại sống trong đội hình BK Häcken, anh lại gặp khó khăn để có suất trong đội hình xuất phát lần nữa. Tuy nhiên anh vẫn có vị trí đặc biệt trong lòng người hâm mộ BK Häcken.

## Danh hiệu
BK Häcken
- Cúp bóng đá Thụy Điển: 2015–16